# Tuffeau
Il tuffeau è una roccia diffusa in Francia, specialmente nella Valle della Loira. È costituita da calcare sabbioso a grana fine, di colore bianco o crema, a volte di colore giallastro, e può contenere fiocchi di muscovite. Essendo facile da lavorare, è impiegato principalmente in architettura, per lo più nella zona intorno alla Loira e ai suoi affluenti, nella quale è stato largamente impiegato per la costruzione dei castelli della Loira.

## Geologia
Il tuffeau si è formato nell'era mesozoica (nello stadio Turoniano del Cretaceo superiore). La Valle della Loira, in quel periodo, si trovava sul fondo del mare; nel corso dei millenni i sedimenti che si depositarono sul fondale, costituiti da organismi viventi fossilizzati e particelle di sabbia, sotto l'effetto della pressione andarono incontro a cristallizzazione e cementazione e formarono il tuffeau. Questo si differenzia dal Chalk per la presenza di foraminiferi e di molti resti di conchiglie depositatesi in acque poco profonde, tra i 2 e i 20 metri, e successivamente agitate, come accade in prossimità del litorale. Al contrario, il Chalk vero e proprio è ricco di un altro tipo di micro-fossile di conchiglia, il coccolite, dovuto al deposito dei sedimenti in acque più profonde e più tranquille (a circa 200 metri di profondità).
Esistono diverse varietà di tuffeau: il tuffeau bianco, la varietà più nobile, utilizzato per la costruzione di edifici di pregio; il tuffeau giallo, più sabbioso, usato in Turenna per la costruzione di edifici rurali; il tuffeau grigio, con riflessi bluastri, usato nella produzione di calce idraulica. Il Tuffeau ha una densità molto bassa, di 1,3 g/cm3. Ha una porosità che raggiunge il 45%; la resistenza alla compressione è altresì molto bassa (10 MPa).
Il termine tuffeau è etimologicamente legato al tufo, a cui non è geologicamente correlato (quest'ultimo è infatti di origine vulcanica), e alla tufa, simile al travertino, a cui invece è geologicamente simile. Tutti questi termini derivano dal latino tōphus o tōfus ("pietra").

## Estrazione

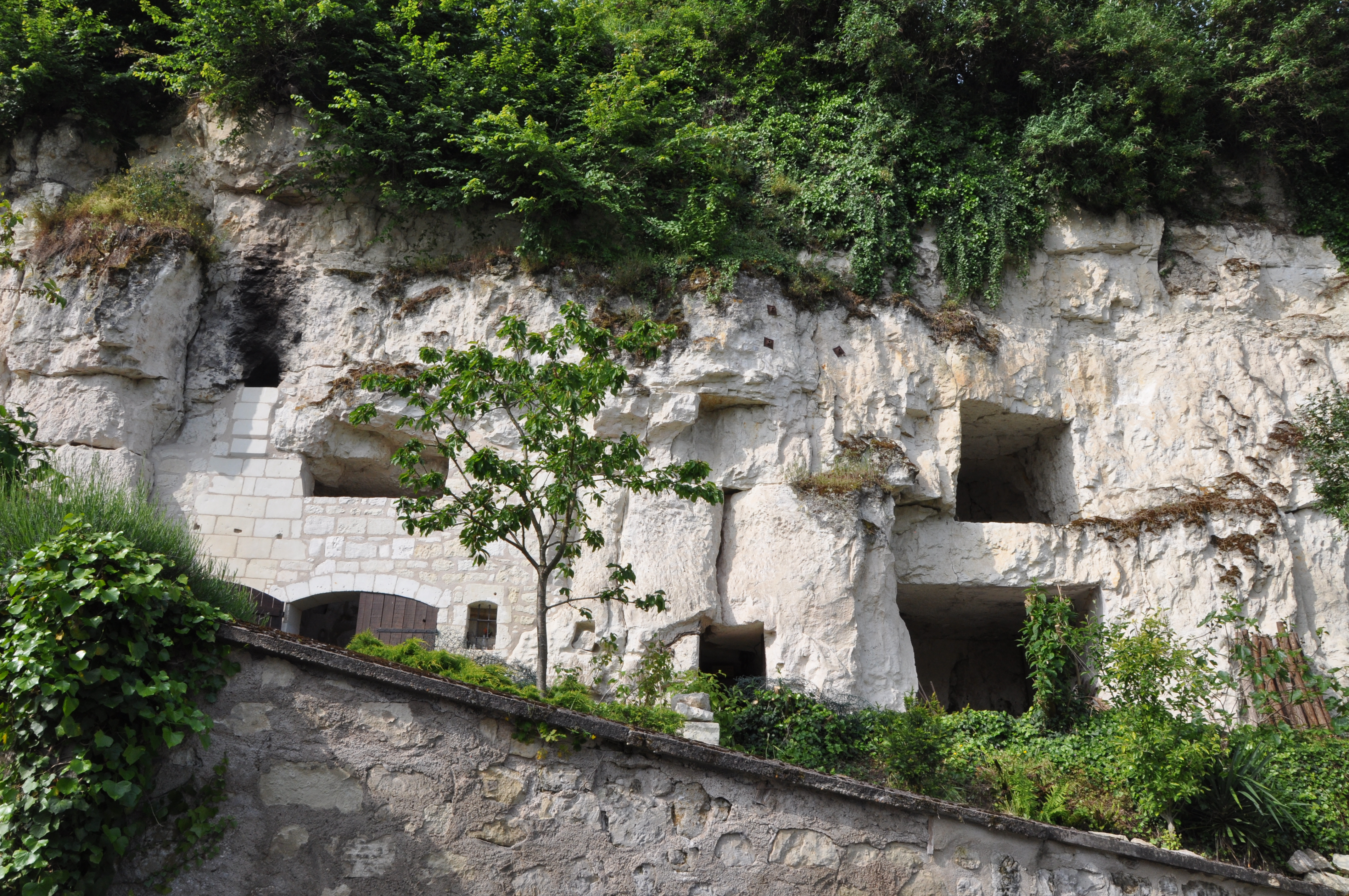
Les troglodytes a Montsoreau.

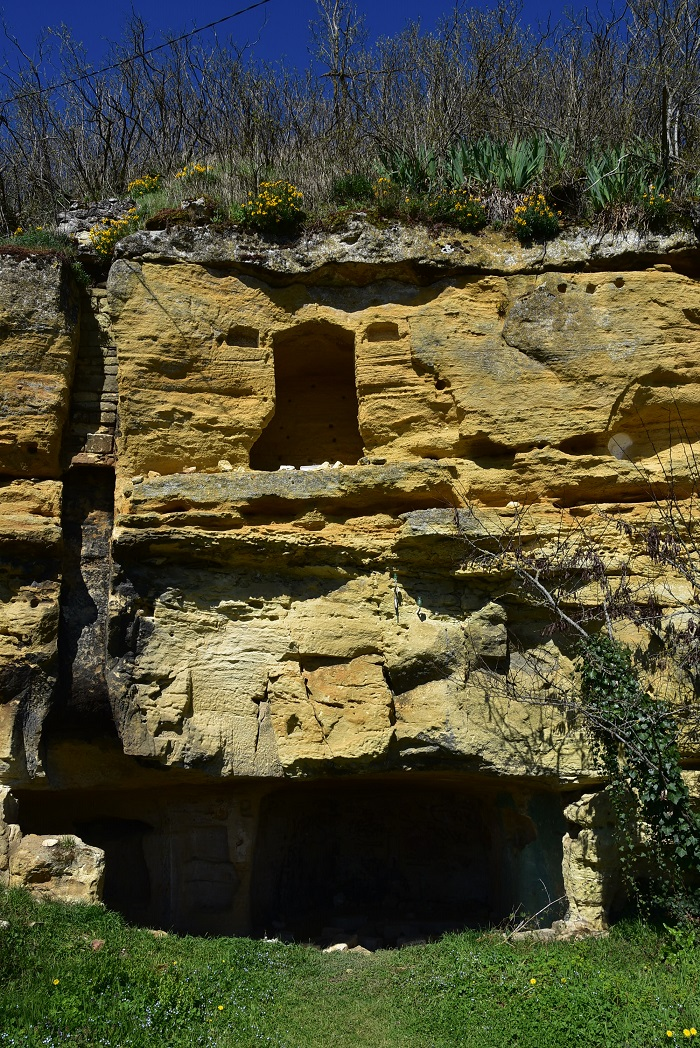
Un altro esempio con la città vecchia di Chinon, sulla strada per Saumur.

L'estrazione del tuffeau, iniziata già nel periodo gallo-romano, ebbe il suo apice nel XV secolo, quando, specialmente in Turenna e nell'Angiò, veniva estratto dalle falesie naturali che si affacciavano sui fiumi, principalmente la Loira, grazie ai quali i blocchi da costruzione venivano trasportati su imbarcazioni.  Nel corso dei secoli l'estrazione di materiale ha creato vaste gallerie sotterranee, alcune delle quali lunghe diversi chilometri. Queste grotte artificiali, oggi chiamate les troglodytes e concentrate soprattutto nei dintorni di Saumur, sono state a lungo utilizzate come abitazioni grazie alla costanza della temperatura interna durante tutto l'anno.
Attualmente le cave sono largamente utilizzate come cantine, mentre alcune ospitano delle coltivazioni di funghi; il tuffeau, dopo essere stato abbandonato intorno al 1950, ha ripreso ad essere estratto negli anni '60, principalmente per il restauro degli edifici storici.

## Impiego in architettura

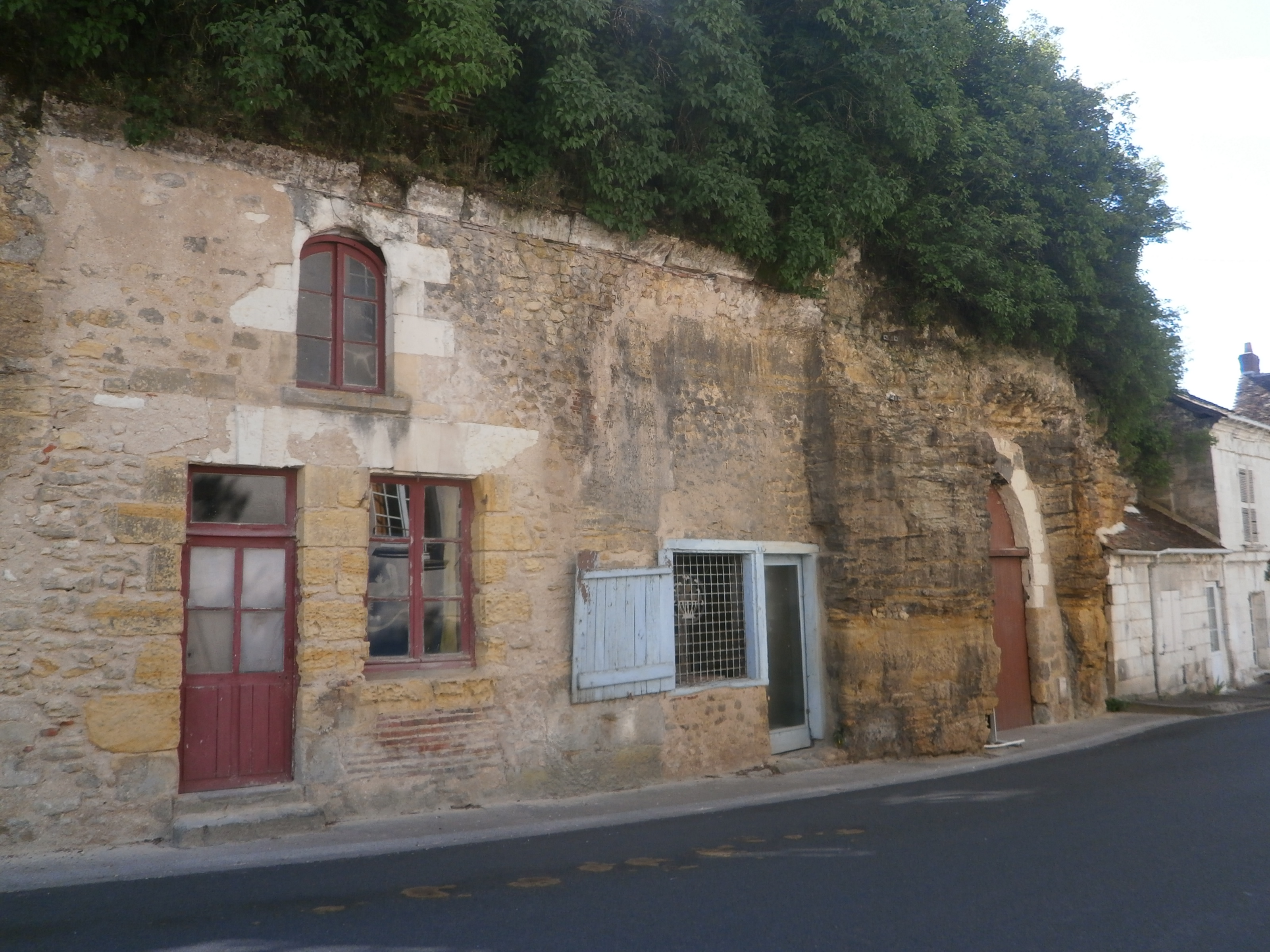
Un'abitazione in tuffeau a Montrésor.

Nella valle della Loira numerosi edifici, pubblici e privati, sono costruiti in tuffeau, grazie alla facilità di lavorazione propria di questo materiale, che consente di realizzare geometrie elaborate per fregi, lesene e capitelli. Tra i monumenti costruiti in questo materiale si annoverano la cattedrale di Nantes e molti dei castelli della Loira tra cui quelli di Chambord, Chinon, Azay-le-Rideau e Villandry.
Essendo una pietra tenera, tuttavia, il tuffeau è soggetto a veloce erosione per desquamazione o scheggiatura, accelerata dalle condizioni atmosferiche (umidità, escursione termica) o ambientali (presenza di inquinanti). Per questo le pietre devono essere costantemente sostituite con dell'altro tuffeau o con materiale più resistente.